# 約瑟·賽恩斯
何塞·賽恩斯（Jose Saenz，1975年8月4日—）是曾经的美國聯邦調查局十大通緝要犯之一。他是犯罪組織「Cuatro Flats」的首腦，因策劃多起謀殺、綁架與性侵案件而遭到通緝。2012年11月22日，他在墨西哥被墨西哥警察拘捕。

## 早年生活
賽恩斯生於1975年8月4日，父母都是染上毒癮的犯罪組織成員。賽恩斯是家中的獨子，從小就被託給祖母照顧，與眾多的堂表兄弟姊妹一起長大。他在當地的高中就讀，但沒有完成學業。之後在1998年以前，賽恩斯一家人便搬離該處，不再和親戚同居。

## 犯罪生涯

### 1998年：處決敵對組織成員
根據執法當局的記錄，綽號「笑臉」的賽恩斯與他的同夥胡安·佩納（Juan Pena）在1998年7月25日以毒品貿易為誘餌，在洛杉磯阿洛索村附近以處決方式殺害兩名離對組織成員，以報復他們毆打佩納。賽恩斯連開數槍，造成被害人約書亞·埃爾南德斯（Josue Hernandez）胸部、腹部與背部中彈身亡；接著又以處決方式向另一名被害人李奧納多·龐塞（Leonardo Ponce）的頭部連開三槍。兩人皆當場死亡。

### 1998年：性侵並殺害前女友
賽恩斯在槍擊案發生後逃至前女友西格麗塔·埃爾南德斯的住處躲藏，兩人育有一女。同年8月5日上午8點，西格麗塔被自己的前男友與他的同夥綁架。他們將她帶到賽恩斯祖母位於東洛杉磯的家，並要求祖母暫時離開住處，因為賽恩斯「想和西格麗塔復合」。
3個小時後，即當天的上午11點，賽恩斯打電話要祖母別回家，還和她說自己「犯了一個大錯」。當祖母回家時，她在臥室裡發現西格麗塔頭部遭到槍擊的屍體，且身上一絲不掛。警方在梳妝台上發現一些.357麥格農子弹與賽恩斯留下的字條「載我來此的人與此案無關」（the guys who drove me here have nothing to do with this）。賽恩斯還用鉛筆在牆上留下給祖母的訊息，請她「好好照顧孩子，我愛她」。警方推測賽恩斯殺害西格麗塔的動機很可能是因為她威脅要告密，才讓他痛下殺手。
稍後，賽恩斯的同夥胡安·佩納遭到逮捕，因為有目擊者指出曾看到他與賽恩斯一起對那兩名黑道份子行兇。佩納當時年僅14歲，他被控以兩項一級謀殺罪，儘管他並非主謀。另警方意外的是，佩納在偵訊過程中極為配合，還提供不少線索給警方，這可能是因為他當時已身患絕症的緣故。3年後，佩納便因兒童白血病死於加州青年局（California Youth Authority）的診所。
1998年，警方對在逃的塞恩斯發出通緝令，罪名包括3項一級謀殺罪、1項綁架罪與1項強姦罪，洛杉磯市議會還對他發出75,000美元的懸賞。然而塞恩斯從此人間蒸發，沒有人知道他的行蹤。直到10年後的另外一起謀殺案，才讓他又重回社會版面。

### 2008年：謀殺毒販
2008年8月，一名密蘇里警官攔下犯罪組織「洛特·斯托納」（Lott Stoner）成員的租車，並從車上的夾層中搜出一個裝有65,000美元、標有「紅牛」字樣的包裹。「紅牛」是塞恩斯的眾多稱號之一。警方立刻將那筆錢沒收，並將車上的兩人帶回偵訊，其中包括塞恩斯的同夥、38歲的毒販奧斯卡·托雷（Oscar Torres）。
同年10月5日，安東尼·利蒙（Anthony Limon）開著托雷的悍馬汽車載送包括托雷在內的數名男子到位於萊克伍德（Lakewood）郊區的「象」酒吧，在那裡他們遇見了塞恩斯。塞恩斯要利蒙開車去蒙特貝羅（Montebello），然後在早上5點時載他去托雷位於惠蒂爾（Whittier）的家。警方從監視錄影器畫面上看到他把托雷追到前門，然後朝他的頭部開了4槍。調查人員研判動機可能是因為托雷讓那65,000美元被警方沒收的緣故。
雖然拍下案發現場的監控系統已被取走光碟，但警方還是成功從監控系統的硬碟中救回那些畫面，從而確定兇手的身份。警方在托雷家除了找到當場斃命的屋主外，還找到背部中彈的利蒙，所幸經搶救後並無大礙。此外警方還在托雷家起出多把突擊步槍與手槍。一個月後，塞恩斯的一名堂弟強尼·普拉多（Johnny Prado）因謀殺與殺人未遂而被判處26年有期徒刑。

## 調查
除了上述4項謀殺案外，塞恩斯還被懷疑與1997年初的另一項謀殺案有關。此外他也涉嫌在洛杉磯綁架另外一名女子，毒販博加特·貝洛（Bogart Bello）的命案也被懷疑與他有關。但塞恩斯沒有因為這些案子而被起訴。
塞恩斯在2009年10月19日成為聯邦調查局十大通緝要犯之一。警方懷疑他藏身於墨西哥，在美墨邊境以多個化名與偽造的身份證明文件從事毒品買賣。塞恩斯是個極度危險的逃犯，曾揚言警察若試著逮捕他，他會殺掉警察。聯邦調查局還因此對他發出10萬美元的懸賞。

## 被捕
2012年11月22日，何塞·賽恩斯在墨西哥哈利斯科州的瓜达拉哈拉市被墨西哥警察拘捕。

## 外部連結
- 聯邦調查局十大通緝要犯中塞恩斯的檔案 （页面存档备份，存于）（英文）